# مارچیانا مارینا
مارچیانا مارینا (به ایتالیایی: Marciana Marina) یک کومونه در ایتالیا است که در استان لیورنو واقع شده‌است.

## خصوصیات
مارچیانا مارینا ۵ کیلومترمربع مساحت و ۱٬۹۶۱ نفر جمعیت دارد و ۳ متر بالاتر از سطح دریا واقع شده‌است.

## خواهرخوانده
شهر Mijek خواهرخواندهٔ مارچیانا مارینا هست.